# Martin Kupka
Martin Kupka (ur. 28 października 1975 w Jilemnicach) – czeski polityk, dziennikarz i samorządowiec, działacz Obywatelskiej Partii Demokratycznej, deputowany do Izby Poselskiej, od 2021 minister transportu.

## Życiorys
Absolwent wydziału nauk społecznych Uniwersytetu Karola w Pradze, na którym ukończył dziennikarstwo (1998) i komunikację masową (2001). Pracował jako redaktor w czeskim nadawcy radiowym Český rozhlas, był dyrektorem i organizatorem festiwali muzyki klasycznej, zajął się też prowadzeniem działalności gospodarczej świadczącej usługi z zakresu PR i doradztwa medialnego. Był rzecznikiem prasowym władz miejskich Pragi i władz kraju środkowoczeskiego, prowadził wykłady na macierzystej uczelni.
Zaangażował się w działalność polityczną w ramach Obywatelskiej Partii Demokratycznej. W 2009 pełnił funkcję rzecznika prasowego i odpowiadał za komunikację w resorcie transportu. W latach 2009–2010 zarządzał sekcją medialną swojej partii, a w 2010 przez kilka miesięcy zajmował stanowisko rzecznika prasowego rządu. W tym samym roku został burmistrzem w Líbeznicach, a w 2014 wiceprzewodniczącym ODS.
W 2016 został radnym kraju środkowoczeskiego. Od tegoż roku do 2017 pełnił funkcję zastępcy hetmana kraju, odpowiadając za opiekę zdrowotną. W 2020 ponownie wybrany na radnego, powrócił w tymże roku w skład władz wykonawczych jako pierwszy zastępca hetmana kraju odpowiedzialny za infrastrukturę drogową.
W 2017 po raz pierwszy uzyskał mandat deputowanego do Izby Poselskiej. Z powodzeniem ubiegał się o poselską reelekcję w wyborach w 2021.
W grudniu 2021 objął stanowisko ministra transportu w nowo powołanym rządzie Petra Fiali.